# Homosexualitat entre els antics celtes

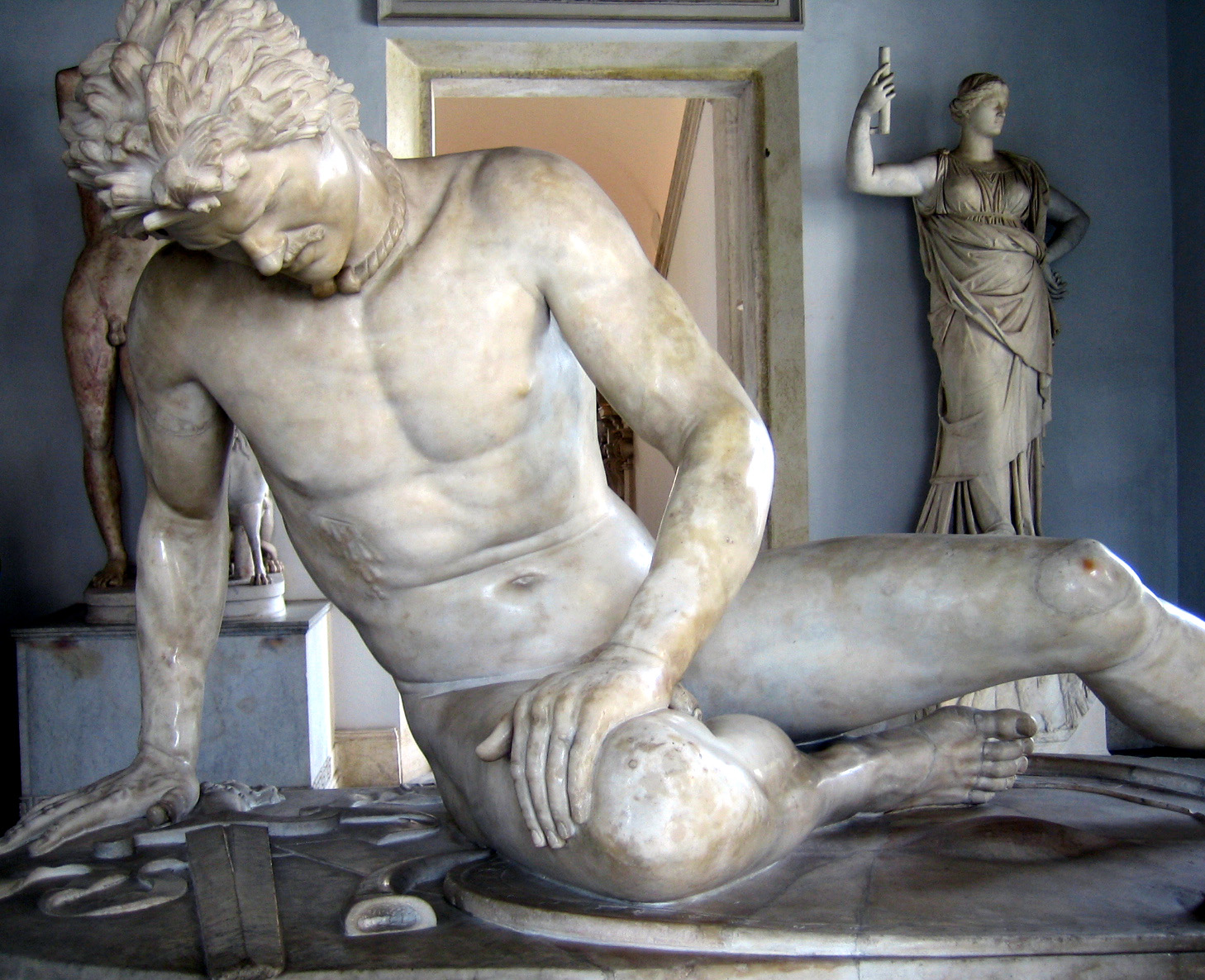
El Gàlata moribund, una còpia romana en marbre d'un treball hel·lenístic de finals del ae, als Museus Capitolins, Roma

L'homosexualitat masculina en les cultures celtes de l'antiguitat la van descriure alguns autors grecs i llatins clàssics.
Malgrat que els celtes de l'antiguitat pertanyien en la seua majoria a cultures orals, les relacions homosexuals estan ben documentades, tant en la Cultura de La Tène com en l'època de l'Imperi romà, gràcies a informacions d'autors grecs, que només es referiren a l'homosexualitat masculina.
En els textos dels escriptors de l'antiguitat sobre l'homosexualitat entre els celtes, des del punt de vista metodològic, no es tracta d'opinions dels mateixos celtes, sinó d'observacions de grecs i llatins sobre un poble estrany. La comprensió dels textos es complica per la interpretatio graeca o romana, és a dir, amb la possible transmissió d'estereotips, prejudicis i valors de grecs i romans en la seua opinió sobre una cultura forana, i cal afegir-hi el problema de la valoració del significat de les fonts antigues.

## Informació de les fonts clàssiques
La primera referència de l'homoerotisme en les cultures cèltiques fins ara és de cap a mitjan segle iv abans de la nostra era, en el Πολιτικά d'Aristòtil. En el llibre segon explica que, entre els celtes, al contrari que entre altres pobles guerrers, l'amor eròtic entre homes és acceptat i es té en alta consideració.
La informació sobre l'homosexualitat masculina celta que més influència ha tingut en la recerca procedeix de la ploma de Posidoni d'Apamea, que va escriure cap a la primera meitat del segle I abans de la nostra era. Posidoni feu llargs viatges pel món mediterrani, i visità també les nacions veïnes, sobretot les de Masalia (Marsella), una polis colonial grega de l'època. Entre els veïns de Masalia, al sud de Gàl·lia, vivien pobles celtes, per la qual cosa Posidoni pot considerar-se un «testimoni presencial». La seua descripció de l'erotisme entre celtes no s'ha conservat en la forma original; els relats, però, sobre el tema inclosos en les compilacions de l'historiògraf Diodor de Sicília, així com en el retòric Ateneu de Nàucratis (cap a l'any 190), es remunten possiblement a Posidoni. Al segle I ac, Diodor afirma sobre la vida sexual dels celtes de Gàl·lia:
| «        | Tot i haver-hi dones molt formoses, se n'ocupaven poc. […] Els hòmens són molt més aficionats al seu propi sexe; estirats sobre pells, es diverteixen amb un amant a cada costat. El fet més extraordinari és que no tenen gens de pudor ni dignitat; s'ofereixen a altres hòmens sense gens de compunció. A més a més, aquest capteniment no és pas menystingut o considerat vergonyós: al contrari, si un n'és rebutjat per altre al qual s'ha oferit, s'ofén. | » |
| — Diodor | |   |

Diodor esmenta que els celtes, per la manera que tenien d'entendre la sexualitat entre hòmens, es desviaven de la «norma» grega i romana: la informació de Diodor duu implícit que, al contrari del que ocorria a Roma i Grècia, que consideraven menyspreable que els hòmens lliures adoptassen el paper passiu en una relació sexual, els celtes ho acceptaven sense problemes, la qual cosa implica que la societat celta acceptava les relacions homosexuals entre hòmens adults lliures. Possiblement, Diodor va introduir el tema de la «sexualitat desenfrenada» dels homoerotes celtes en els seus relats per a subratllar el seu suposat caràcter salvatge i així diferenciar els costums grecs i romans d'una banda i el món «bàrbar» celta, de l'altra.
El relat de Diodor, el confirma a la fi del segle ii Ateneu de Nàucratis, que comenta que els hòmens celtes, malgrat que en el seu poble hi ha moltes dones belles, prefereixen xics en els seus jocs eròtics; i que és habitual que dormen amb dos amants sobre pells. A més a més, haurien adoptat aquest costum dels grecs. El suposat costum dels celtes d'acceptar el comportament sexual passiu en hòmens i guerrers joves és confirmat pel geògraf grec Estrabó, que ho relaciona amb l'agressivitat celta. Una al·lusió a la preferència dels celtes pel homoerotisme masculí es pot trobar en l'obra teològica apologètica Praeparatio Evangelica d'Eusebi de Cesarea.

## Expressió social
L'homosexualitat masculina entre els celtes és discutida a hores d'ara en les ciències històriques. Tot i que alguns investigadors assenyalen, amb raó, que els relats dels autors grecs antics sobre la vida sexual dels celtes eren exagerats fins a un cert punt i servien per a mostrar una sèrie d'estereotips del «bàrbar» salvatge i desenfrenat, per a instrumentalitzar aquest material de manera literària, la majoria dels historiadors actuals parteixen de la idea que –sense discutir les exageracions, els estereotips i els prejudicis grecs contra els estrangers–, les relacions homosexuals en el món masculí celta en l'època de la Cultura de La Tène i de la Roma imperial, abans de la cristianització de grans àrees celtes a partir del segle iv, estaven molt esteses i que, tant les relacions entre hòmens adults lliures com entre adults i efebs, eren, en general, acceptades socialment.
Segons les teories modernes, les relacions homosexuals masculines estaven molt esteses entre els grups de guerrers lliures, que no estaven directament relacionats amb els guerrers propis de cada «tribu» celta, i devien tenir la funció social d'amalgamar i integrar el grup, per a mantenir-ne la unitat; David Rankin en parla de rituals bonding (rituals d'unió-vincle). També David Greenberg relaciona aquests costums dels celtes pagans descrits pels grecs amb l'«amor dels guerrers», mentre que Simon James relaciona aquesta homosexualitat amb el grup social dels gaesetae, «un gran grup de guerrers fora de l'estructura tribal (mercenaris, des del punt de vista romà)». En la cultura guerrera dels gesats, James veu una «vàlvula de fuita per a hòmens joves, que buscaven la seua sort durant un temps fora de la tribu». Els gaesetae s'oferien com a mercenaris per diners, segons les necessitats d'altres caps i tribus.
Peter Cherici afegeix a aquesta interpretació que l'homosexualitat entre hòmens i entre hòmens i efebs també es podria practicar en el marc de cultes politeistes. Assenyala que l'amor homosexual sembla no haver tingut importància en la mitologia celta i que els bards podrien haver evitat la introducció directa d'aspectes homoeròtics en els mites per a garantir els cultes a la fertilitat. D'altra banda, sembla que un passatge del relat èpic alt medieval irlandés de Cú Chulainn ha conservat indicis d'homoerotisme entre guerrers. Greenberg relaciona que s'hagen conservat senyals d'homoerotisme entre herois mostrat de manera positiva en un moment tan tardà, quan grans àrees celtes de les Illes Britàniques i de la Gàl·lia estaven cristianitzades, amb el relatiu aïllament cultural d'Irlanda, que no havia estat inclosa en el cercle romanohel·lènic.
Helmut Birkhan relaciona en concret les notícies procedents de Posidoni sobre l'homoerotisme celta (Diodor i Ateneu d'Apamea) amb la cultura dels festeigs i recepcions dins de la política de les classes altes celtes. De manera anàloga a la Grècia arcaica o a l'antic Regne de Macedònia, es podrien considerar les activitats homoeròtiques com a part de l'estil de vida de la noblesa; però, alhora, inclosa en els grups de guerrers dirigits per guerrers de la noblesa. Birkhan també assenyala que la paraula celta per a «atleta» que s'ha conservat es relaciona etimològicament amb la paraula «pederasta», i això podria indicar l'acceptació social de les relacions sexuals masculines. Alexander Demandt, que confirma l'existència de relacions homoeròtiques masculines celtes, afegeix:
| «                   | Die Keltenfrauen werden als schön bezeichnet. Trotzdem übten die Männer, wie Diodor (V 32) bezeugt, die von Römern, Karthagern und Germanen verpönte Knabenliebe. Gemäß den antiken Autoren hatten sie dies wie die Perser (Heròdot I 135) von den Griechen gelernt. | Les dones celtes són qualificades de belles. Malgrat açò, els hòmens, com mostra Diodor (V 32), practicaven la pederàstia, tan mal vista per romans, cartaginesos i germànics. Segons els autors de l'Antiguitat, igual que en el cas dels perses, ho haurien plagiat dels grecs. | » |
| — Alexander Demandt | | |   |

## Desenvolupament cronològic
Com que la majoria de la informació sobre l'homoerotisme masculí celta es refereix als tres darrers segles abans de la nostra era, se suposa que els fenòmens descrits per Aristòtil, Diodor i Estrabó són típics dels celtes de La Tène. A partir del segle II, els celtes continentals comencen a quedar sota el poder polític de Roma o fins i tot són inclosos dins de l'Imperi romà (Hispània, nord de la península Itàlica, Gàl·lia, la vall del Danubi cap al segle i abans de la nostra era, Britània cap al segle I). La societat romana estava estructurada de manera diferent a la cèltica quant al concepte del sexe –ací també cal incloure la posició social relativament alta de les dones celtes en l'espai públic, al contrari del cas per a les dones romanes–, i per això se suposa que, al llarg del segle i, la romanització de Gàl·lia, Hispània, Britània i la vall del Danubi feu adoptar costums socials i sexuals romans per part dels celtes, la qual cosa inclouria també l'homoerotisme.
En la cultura romana les relacions sexuals entre hòmens lliures, i també la pederàstia amb joves lliures, eren rebutjades socialment per raons ètiques i, si més no durant algunes fases de l'imperi, castigades per la llei (com ara la <i>Lex Scantinia</i>); a més a més, ser passius sexualment era considerat menyspreable per als hòmens lliures. Les relacions sexuals entre nobles romans i esclaus, tant adults com joves, es toleraren fins a finals del segle iv, però sembla que mai estigueren completament acceptades (vegeu: homosexualitat en l'antiga Roma). Per tant, és possible que els celtes canviassen a poc a poc els costums respecte al capteniment sexual passiu entre hòmens lliures per a adaptar-lo al romà, almenys fins a l'any 350, en què ja només s'acceptava que fossen un aristòcrata galoromà (en la part activa) i un esclau (jove) que mantinguessen relacions sexuals, tal com era habitual en tot l'Imperi en la darrera època. En aquest sentit, és interessant assenyalar que les antigues lleis irlandeses Brehon del segle VII, en la seua majoria sense influència cristiana i amb origen en el dret consuetudinari pagà, no criminalitzen el sexe entre hòmens, malgrat que reconeixen l'homosexualitat masculina com una raó per al divorci d'una dona.
Amb la cristianització de l'àrea celta i l'extensió de l'ètica sexual de la primera Església, entre els segles IV i VI, les formes d'erotisme homosexual masculí encara tolerades entre amos i esclaus van tenir com més anava menys acceptació i finalment se'n perdé la legitimació social. També en l'àrea britanicoirlandesa es van introduir a poc a poc càstigs per als capteniments homosexuals masculins, que, segons el cànon de l'Església, podien arribar als càstigs corporals. En els penitenciaris de l'alta edat mitjana a Irlanda i les Illes Britàniques dels segles VI i VII s'inclou l'homosexualitat masculina entre els «pecats» i el «capteniment contra natura», amb el corresponent rebuig i multa.